# 啓匯
啓匯（英語：Harbourside HQ，前稱：傲騰廣場）是香港一幢的商業大廈，由南豐集團發展，位於九龍灣臨澤街8號。至2012年9月，租用率已超過90%，現有租戶多來自香港主要經濟支柱的行業，如金融業、保險業、房地產及商業服務等，當中的知名公司包艾利丹尼森、招商永隆銀行（後勤部門）、集寶香港有限公司，以及王氏港建（17樓）等。另外還有商務及資訊科技等行業的租戶，如CSL、Advanced MP Technology、Atos Information Technology（13樓）等。

## 歷史
原址地皮早於1997年由南豐集團奪得，集團當時有意待啟德機場搬遷後，配合啟德發展計劃興建商住項目，唯有關計劃遲遲未能落實，引致未能與擁有鄰近地皮權益的發展商合作，把該帶工業用地串連成一個商住發展項目。十年過去，地皮終在政府敦促下動工興建，因毗連仍有不少貨倉和工業大廈，政府只批准在地皮上建造工業用貨倉。直至2009年，發展商主動提出要求更改在建項目的用途，情況罕見；最終南豐集團須向政府補地價，以換取更改項目用途為甲級寫字樓的條件。仲量聯行資料顯示，南豐集團的九龍灣寫字樓命名為傲騰廣場（英語：Octa Tower）。
2018年6月12日，重慶商人張松橋、資本策略地產及泛海國際的合資公司，以80億港元向南豐集團購入傲騰廣場全幢。2019年開始進行大堂和外牆等翻新工程。
2020年6月，啟滙獲屋宇署批准重建作兩座28層高，及3座1層高商業項目，涉及樓面面積約67.98萬方呎。
2023年8月，因應九龍灣國際展貿中心將於2024年停止營運，醫院管理局轄下主要部門「資訊科技及醫療信息部辦公室」落實承租2層，合共10萬平方呎樓面，成為九龍東最大宗的甲級辦公室大樓租賃成交。

## 設施
- 地庫：卸貨區
- 地下大堂及1樓：停車場及商舖。
- 2樓：停車場及空中花園。
- 3樓至17樓：寫字樓低座，每層樓面面積32,000至35,500平方呎。
- 18樓：空中花園。
- 19樓：大廈設施。
- 20樓：寫字樓。
- 21樓至30樓：寫字樓高座，每層樓面面積23,800平方呎。

## 交通
位處九龍灣和觀塘交界的臨澤街一帶，仍然遠離主要道路，十分偏僻，需待東南九龍發展計劃全面落實，才會有便捷的交通工具駛經。
現時距離最近的巴士站位於海濱道，步行往觀塘道的巴士站則需時10分鐘。另外小巴86、90系途經祥業街一帶，可步行前往啓匯。
大廈特設免費穿梭巴士往返牛頭角站，但只限租戶及大廈員工乘搭，穿梭巴士車站位於牛頭角道觀塘花園大廈玉蓮台的前面。（牛頭角站B1出口。）
啓匯與牛頭角站之間的穿梭巴士服務，每隔15分鐘一班，於平日星期一至六每小時的00分，15分，30分和45分開出。

## 毗鄰
- 啟德消防局
- 香港兒童醫院

## 外部連結
- Octa Tower官方網頁
- 第一太平戴維斯－Octa Tower